# 엘레오노라 조르지 (배우)
엘레오노라 조르지(이탈리아어: Eleonora Giorgi, 1953년 10월 21일~2025년 3월 3일)는 이탈리아의 배우, 영화 감독, 영화 각본가이다.

## 출연 작품
- 니나 (1982)
- 인페르노 (1980)